# 中陰
中陰（ちゅういん、梵: antarā-bhava, 蔵: bar do）あるいは中有(ちゅうう)は、仏教において有情が生と死を繰り返し流転する過程を四有（4種の生存）に分けるうちで、前世の死の瞬間（死有（しう））から次の世に生を受ける刹那（生有（しょうう））までの時期における幽体とでもいうべきもの。または、そのような状態である期間。

## 原語と漢訳
死者が今生と後生の中間にいるためantarā（中間の）bhava（生存状態）という。

## 概説
中陰は、意から生じて意から成り立っている化生（けしょう）の身（意生身）であり、精子と卵子などから生じたもの(胎生、卵生)ではない。求生（ぐしょう）、起（き）、乾闥婆（けんだつば、梵: gandharva）（八部衆を参照）とも称される。また、乾闥婆が香りのみを食物とするので、食香（じきこう）とも訳される。
インド仏教の主流派であり、北伝仏教に大きな影響を与えた説一切有部では、輪廻における元の生と次の生とのあいだに中間的な存在としての中陰の期間があり、その次に五道中のどの世界に生まれ変わるかが決まると考えられていた。
一方で中陰はインド仏教における通説ではなく、説一切有部の他には正量部において主張され、上座部、化地部、大衆部、一説部、説出世部では否定されていた。
中陰の期間には、7日、49日、無限定などいくつもの説がある。死後7日ごとに法要を営み、四十九日を満中陰とするのもそれらの説に基づいて起こった習慣である（中陰法要や中陰壇も参照）。

### 十王信仰と中陰
この中陰の期間中に審判があり、閻魔大王によって生前の罪が裁かれると考えられた。罪が重いと地獄に落とされるが、遺族が中陰法要を行い、追善の功徳を故人に廻向すると赦される。それが7日毎に行う法要である。中国では閻魔王の他に9人の裁判官が追加され、彼らが死者を裁くとされた。
後に日本にも伝わり、鎌倉時代になると『地蔵十王経』が作られ、死者への裁きは一度でなく、中陰期間の7日ごとと100ヶ日、一周忌、三回忌に10人の王によって10回の裁きがあるとされ、宗旨によって様々な考え方に別れた。また四週目と五週目の法要の間に、最初の月命日が来る。

## 各宗派の見解
上座部仏教は生まれ変わりの中間となる期間は必要ないと考え中陰の存在を否定している。浄土真宗でも故人は阿弥陀仏の本願力によって臨終と同時に極楽浄土に往生すると説く。浄土真宗では「幽体」の存在を否定しておりお盆期間に故人が「幽体」として帰還することもないと説いている。